# National Club Championships (Wielka Brytania)
National Club Championships – drużynowe rozgrywki szachowe w Wielkiej Brytanii, przed utworzeniem 4NCL wyłaniające mistrza kraju.

## Historia
Rozgrywki zainaugurowano w 1950 roku, pierwszym mistrzem był Cambridge University Chess Club. Rozgrywki nosiły także nazwę British Chess Club Championship. Cechą charakterystyczną mistrzostw była absencja czołowych zawodników brytyjskich, co było jedną z przyczyn powołania 4NCL.

## Zwycięzcy
Źródło: English Chess Federation

- 1950: Cambridge University Chess Club
- 1951: Lud Eagle Chess Club
- 1952: Oxford University Chess Club
- 1953: Ilford Chess Club
- 1954: Cheltenham Chess Club
- 1955: Cheltenham Chess Club
- 1956: Ilford Chess Club
- 1957: Leicestershire Chess Club
- 1958: Cambridge University Chess Club
- 1959: Cheltenham Chess Club
- 1960: Cambridge University Chess Club
- 1961: Sutton Coldfield Chess Club
- 1962: West Ham Chess Club
- 1963: Manchester Chess Club
- 1964: Ilford Chess Club
- 1965: York Chess Club
- 1966: Oxford University Chess Club
- 1967: Bradford Chess Club
- 1968: Islington & North London Chess Club
- 1969: Cambridge University Chess Club
- 1970: Cambridge University Chess Club
- 1971: Oxford University Chess Club
- 1972: Cambridge University Chess Club
- 1973: Cambridge University Chess Club
- 1974: Cambridge University Chess Club
- 1975: Cambridge University Chess Club
- 1976: Athenaeum Chess Club
- 1977: Atticus Chess Club
- 1978: Islington & North London Chess Club
- 1979: Oxford University Chess Club
- 1980: Kings Head Chess Club
- 1981: Kings Head Chess Club
- 1982: Rugby Chess Club
- 1983: Oxford University Chess Club
- 1984: Cambridge University Chess Club
- 1985: Streatham & Brixton Chess Club
- 1986: Cambridge University Chess Club
- 1987: Wood Green Chess Club
- 1988: Glasgow Polytechnic Chess Club
- 1989: Wood Green Chess Club
- 1990: Wood Green Chess Club
- 1991: Barbican Chess Club
- 1992: Barbican Chess Club
- 1993: Wood Green Chess Club
- 1996: Barbican Chess Club
- 1997: Wood Green Chess Club
- 1998: Wood Green Chess Club
- 1999: Wood Green Chess Club
- 2000: Wood Green Chess Club
- 2001: Bedford Chess Club
- 2002: Wood Green Chess Club
- 2003: Cavendish Chess Club
- 2004: Wood Green Chess Club
- 2005: Wood Green Chess Club
- 2006: Wood Green Chess Club
- 2007: Wood Green Chess Club
- 2008: Wood Green Chess Club
- 2009: Wood Green Chess Club
- 2010: Wood Green Chess Club
- 2011: Wood Green Chess Club
- 2012: Wood Green Chess Club
- 2013: Wood Green Chess Club
- 2014: Hackney Chess Club
- 2015: Sutton Coldfield Chess Club
- 2016: Sutton Coldfield Chess Club